# José Jadílson dos Santos Silva
José Jadílson dos Santos Silva (Maceió, Alagoas, Brasil; 4 de diciembre de 1977) es un futbolista brasileño. Juega de defensa lateral y su equipo actual es el Goiás de la Serie A brasileña.

## Clubes
| Club              | País   | Año           |
| ----------------- | ------ | ------------- |
| Portuguesa        | Brasil | 1999          |
| Palmeiras         | Brasil | 2000          |
| Botafogo          | Brasil | 2000 - 2001   |
| Guarani           | Brasil | 2001          |
| Consadole Sapporo | Japón  | 2002          |
| Fluminense        | Brasil | 2003          |
| Paraná            | Brasil | 2004          |
| Goiás             | Brasil | 2004 - 2006   |
| São Paulo FC      | Brasil | 2007          |
| Cruzeiro          | Brasil | 2008          |
| Grêmio            | Brasil | 2009-2010     |
| Goiás             | Brasil | 2010-presente |

## Palmarés

### Campeonatos nacionales
| Título             | Club         | País   | Año  |
| ------------------ | ------------ | ------ | ---- |
| Campeonato Goiano  | Goiás        | Brasil | 2006 |
| Brasileirao        | São Paulo FC | Brasil | 2007 |
| Campeonato Mineiro | Cruzeiro     | Brasil | 2008 |

- Datos: Q197561